# Ron Cyrus
Ron Cyrus là một chính trị gia người Mỹ và là một công chức dân chủ tại Hạt Greenup, Kentucky. Ông là cha của ca sĩ nhạc đồng quê người Mỹ và diễn viên Billy Ray Cyrus và ông nội của Trace Cyrus, Miley Cyrus, Noah Cyrus và Brandi Cyrus.